# Vepris drummondii
Vepris drummondii är en vinruteväxtart som beskrevs av Francisco de Ascencão Mendonça. Vepris drummondii ingår i släktet Vepris och familjen vinruteväxter. Inga underarter finns listade i Catalogue of Life.